# 陳福基
陳 福基（チン・ボッキ、朝鮮語: 진복기/陳福基、1917年 - 2000年）は、韓国の政治活動家。元正義党党首、第7代大統領選挙候補者（3位）。本貫は驪陽陳氏。
カイゼル髭を特徴に持った（本人は『コリアン髭』と称していた）。

## 経歴
1917年、日本統治時代の朝鮮で全羅北道の全州に生まれた。北京大学政治学科を卒業し、団体などの要職を務めた。1963年の大統領選挙にも出馬したが7位に終わり、
1971年3月27日に中央選挙管理委員会に大統領候補として登録した。結果は3位で、金大中に次ぐ結果となった。1980年代は大統領選挙の出馬常習者として規制を受けた。
生前には120歳まで生きると述べていたが、2000年、83歳で死去した。